# Cuphomantis petrosperma
Cuphomantis petrosperma är en fjärilsart som beskrevs av Edward Meyrick 1935. Cuphomantis petrosperma ingår i släktet Cuphomantis och familjen säckspinnare. Inga underarter finns listade i Catalogue of Life.